# Fort William (Escócia)

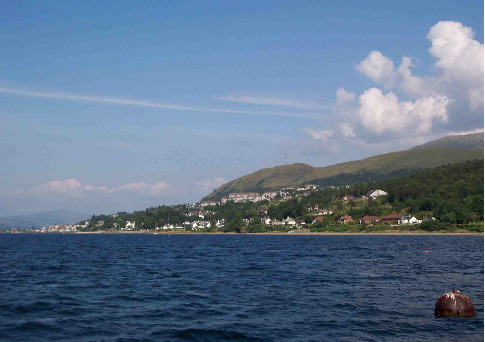
Fort William vista do Lago Linnhe.

Fort William (em gaélico escocês: An Gearasdan) é o segundo maior assentamento nas Terras Altas da Escócia, com cerca de 10.000 habitantes, atrás apenas da cidade de Inverness.
Fort William é um importante centro turístico, com Glen Coe ao sul, Aonach Mòr a leste e Glenfinnan a oeste, no "caminho para as ilhas". É um centro para caminhar e escalar devido à sua proximidade com Ben Nevis e muitas outras montanhas Munro. Também é conhecida pela sua pista de mountain bike nas proximidades. É o começo/fim de West Highland Way (Milngavie-Fort William) e Great Glen Way. Cerca de 726 pessoas (7,33% da população) podem falar gaélico.